# Cyrill Matter
Cyrill Vincent Matter (* 1990 in Zürich) ist ein Schweizer Porträt-, Mode-, Werbefotograf und Filmemacher.

## Leben
Cyrill Matter, Sohn von Laborantin Claudia Matter und Werber Daniel Matter, ist in Zürich geboren und aufgewachsen. Nach dem Abschluss der obligatorischen Schule arbeitete er in der Verlags- und Werbebranche. Während dieser Zeit entdeckte er die Fotografie. Von 2009 bis 2011 arbeitete er als Assistent, freier Fotograf und Filmemacher, vor allem in der Schweiz und Südafrika. Nach einem Unfall im Jahr 2012 litt er an Diplopie, einer Beschädigung des Augenmuskels und der umliegenden Nerven, welche zu Doppelbildern führt. Er war daher gezwungen, eine Augenklappe zu tragen, bis eine Operation im Jahr 2015 durch Daniel Mojon die Funktion des Auges wieder vollständig herstellen konnte. Er lebt in Zürich, Paris und New York und ist offizieller Markenbotschafter für den Kamerahersteller Canon. Neben der Fotografie entdeckte Matter die Liebe zur elektronischen Musik und zum Djing und spielte bereits auf verschiedenen Festivals und in Clubs wie Hive.

## Fotografie
Arbeiten von Matter sind in internationalen Publikationen wie GQ, Essential Homme, Hunter Magazin, Town & Country, Zeit Magazin, MAN of von WORLD und L’uomo Vogue erschienen. Er porträtierte unter anderem die Modedesigner Jean-Paul Gaultier und Tommy Hilfiger sowie viele international renommierte Schauspieler, darunter Jake Gyllenhaal, Joseph Gordon-Levitt, Jeremy Irons, Ewan McGregor, Christoph Waltz, Kiefer Sutherland und Liam Neeson. Weitere Personen des öffentlichen Interesses waren der Schweizer Tennisspieler Roger Federer, der deutsche Rapper Cro, Kreativdirektor Thomas Hayo oder das Model Karlie Kloss.
2018 lancierte Matter sein erstes Buch Chapter One, ein Résumé der ersten fünf Jahre seiner Karriere als Mode- und Porträtfotograf.
Neben der Porträt-, Mode- und Werbefotografie widmet sich Matter zudem mehreren Kunstprojekten.

## Auszeichnungen
- 2015 Gewinner des Swiss Photo Award in der Kategorie Fashion mit dem Projekt Newton's Law – chasing the shadow of a genius.[5]
- 2016 Gewinner des „Swiss Photo Award“ in der Kategorie Fashion[6].
- 2018 Shortlist PR-Bild Award in der Kategorie Porträt.[7]